# Natasa Theodōridou
Natasa Theodōridou (in greco Νατάσα Θεοδωρίδου; Salonicco, 24 ottobre 1970) è una cantante greca, l'unica artista ellenica ad ottenere il disco di platino per i suoi tre primi album.

## Discografia
- Natasa Theodoridou (1997)
- Defteri Agapi (1998)
- Tha Miliso Me T'asteria (2000)
- Ip'Efthini Mou (2001)
- Tosi Agapi Pos Na Hathei (2002)
- Mia Diadromi (2003)
- Erota, Den Ksereis N'Agapas (2004)
- Os Ekei Pou I Kardia Bori N'Andexi (2005)
- Eho Mia Agkalia (2006)
- Natasa (2007)
- Dipla Se Sena (2008)
- Kokkini Grammi (2009)